# Kiki Camarena
Pour les articles homonymes, voir Camarena (homonymie).
Enrique "Kiki" Camarena Salazar né le 26 juillet 1947 et mort assassiné le 9 février 1985 est un officier du renseignement américain de la Drug Enforcement Administration (DEA). Son assassinat par un cartel de la drogue mexicain déclenche un scandale politique et cause des tensions dans les relations entre les États-Unis et le Mexique. 

## Biographie
Né à Mexicali, Basse-Californie, Mexique en 1947, ancien Marine (1972-1974), Enrique Camarena rejoint la DEA à son siège de Calexico (Californie), puis les suit en 1977 à Fresno (Californie). Kiki Camarena est marié et a trois enfants, Enrique, Érik et Daniel. En 1981, il rejoint les bureaux de la DEA à Guadalajara, au Mexique (État de Jalisco) et devient connu du grand public pour ses actions d'infiltration des cartels de la drogue, tout en gardant secrète son apparence. En 1984, c'est sur ses renseignements que 400 soldats mexicains détruisent les plantations de marijuana de la Colonia Búfalo (es), qui s'étendaient sur plus de 1 000 ha. On estima plus tard la production annuelle du ranch à plus de 8 milliards de dollars.

## Assassinat et conséquences
En représailles des destructions de plantations de marijuana, les cartels firent enlever Kiki Camarena le 7 février 1985, ainsi que son pilote d'avion mexicain Alfredo Zavala Avelar. Camarena a été torturé au ranch de Miguel Ángel Félix Gallardo pendant une période de 30 heures, puis assassiné le 9 février. Son crâne, sa mâchoire, son nez, ses pommettes et sa trachée ont été écrasés, ses côtes ont été brisées et un trou a été percé dans sa tête avec une perceuse électrique. On lui avait injecté des amphétamines et d'autres drogues, le plus souvent pour s'assurer qu'il restait conscient tout en étant torturé. Le corps de Camarena a été retrouvé dans une zone rurale à l'extérieur de la petite ville de La Angostura, dans l'État de Michoacán, le 5 mars 1985.
Cet assassinat choque l'opinion publique américaine et cause des tensions dans les relations entre les États-Unis et le Mexique. La DEA déclenche l'opération Leyenda et trois dirigeants du cartel de la drogue de Guadalajara sont finalement condamnés au Mexique pour son meurtre. L'enquête américaine sur le meurtre de Camarena a conduit à dix autres procès à Los Angeles pour d'autres ressortissants mexicains impliqués dans le crime. L'affaire continue de troubler les relations américano-mexicaines lorsque l'un des trois trafiquants condamnés, Rafael Caro Quintero est libéré d'une prison mexicaine en 2013 puis re-capturé par les forces mexicaines en juillet 2022.

## Culture populaire
En 2018, Netflix produit une série nommée Narcos : Mexico dont l'un des personnages principaux de la saison 1 est Kiki Camarena, interprété par l'acteur américain Michael Peña.